# Dryopteris cristata x marginalis
Dryopteris cristata x marginalis là một loài dương xỉ trong họ Dryopteridaceae. Loài này được Davenp. mô tả khoa học đầu tiên năm 1894.
Danh pháp khoa học của loài này chưa được làm sáng tỏ. 

## Hình ảnh

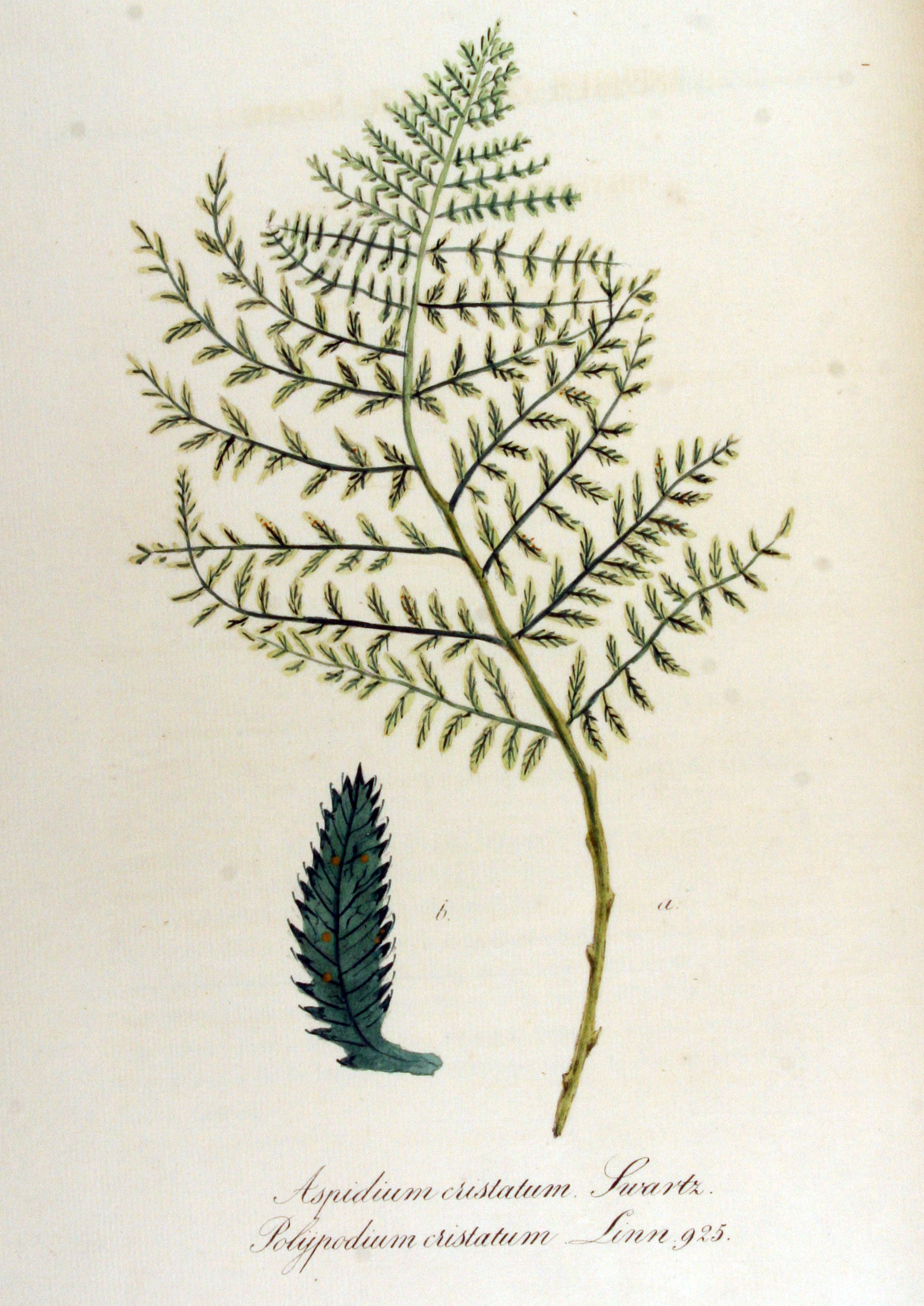
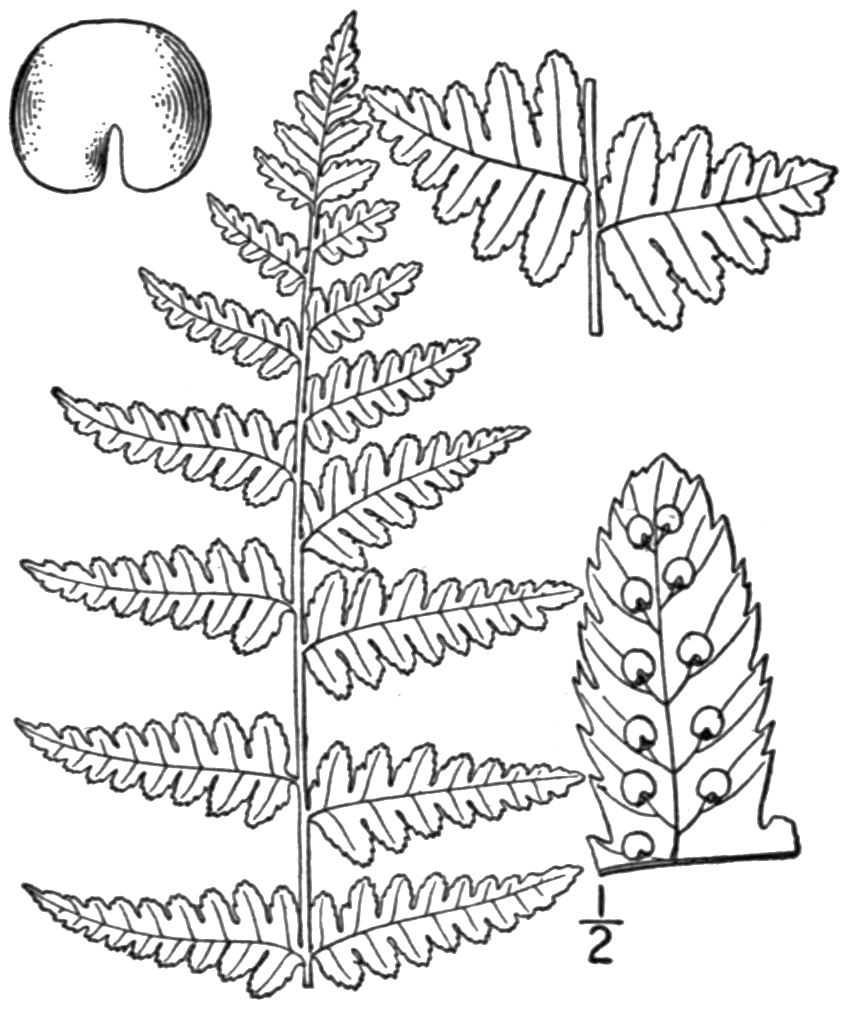
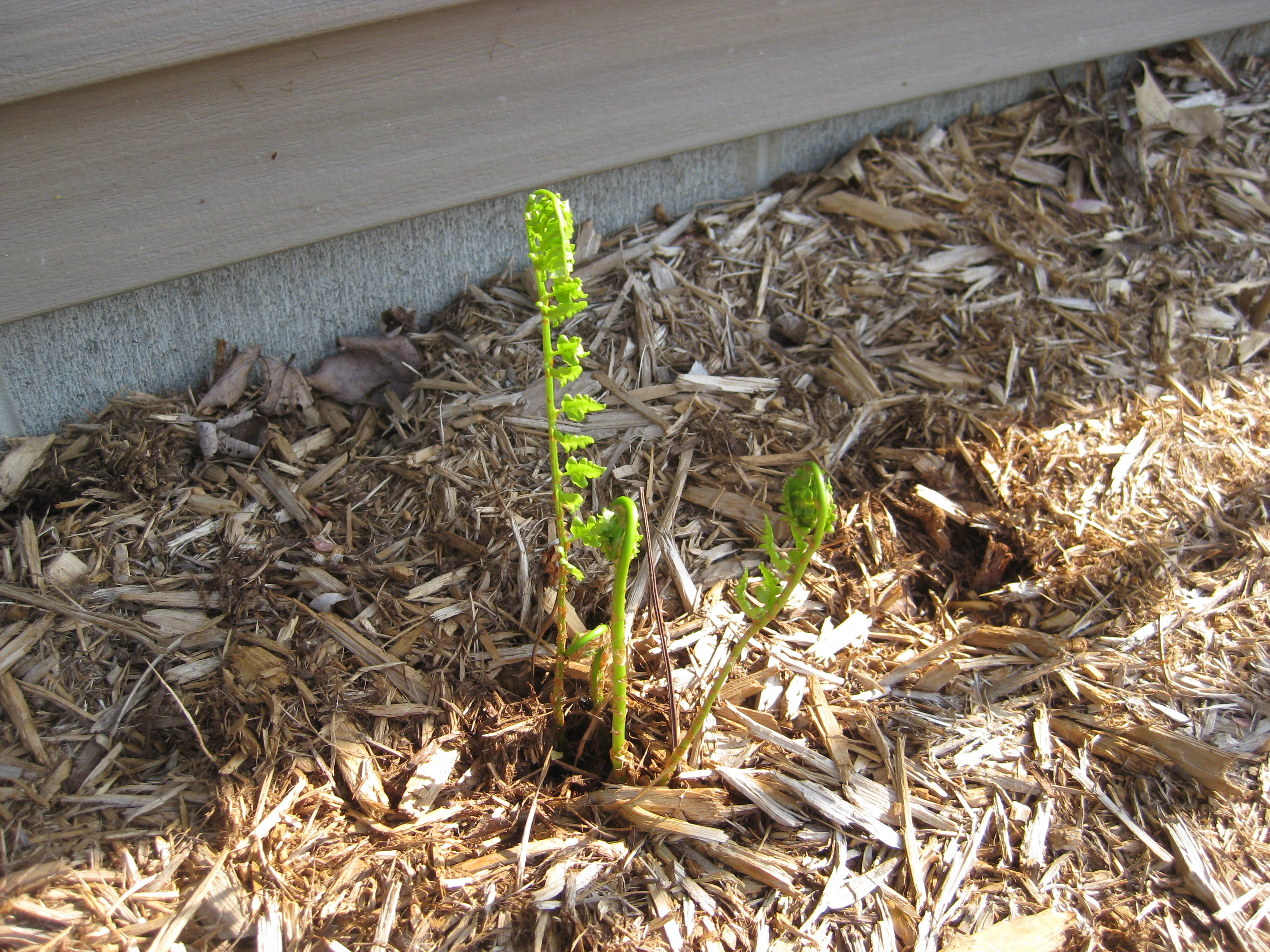
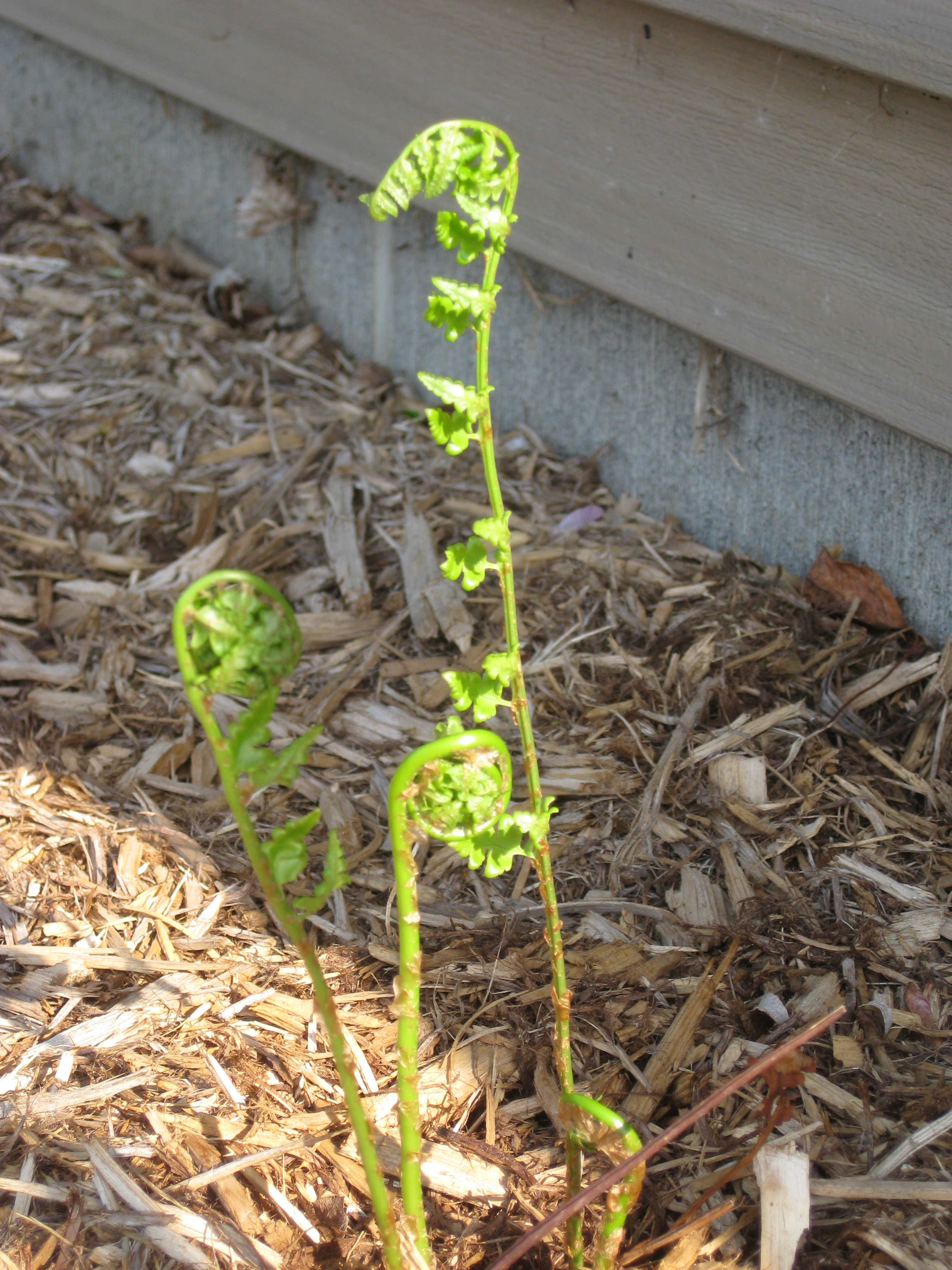